# Fasa Airport
Fasa Airport (persiska: فرودگاه فسا) är en flygplats i Iran. Den ligger i den centrala delen av landet, 800 km söder om huvudstaden Teheran. Fasa Airport ligger 1 298 meter över havet.
Terrängen runt Fasa Airport är platt åt sydväst, men åt nordost är den kuperad. Runt Fasa Airport är det ganska tätbefolkat, med 65 invånare per kvadratkilometer. Närmaste större samhälle är Fasā, 8,9 km nordväst om Fasa Airport. Omgivningarna runt Fasa Airport är i huvudsak ett öppet busklandskap.